# Ларумбе, Исмаэль (старший)
Исмаэль Ларумбе-старший (исп. Ismael Larumbe Sr.; 7 сентября 1924, Оахака, Оахака Мексика — 25 декабря 1975, Мехико, Мексика) — мексиканский актёр, мастер и режиссёр дубляжа.

## Биография
Родился 7 сентября 1924 года в Оахаке. В мексиканском кинематографе дебютировал в 1946 году и снялся в 42 работах в кино и телесериалах. Актёр также принимал участие и в области дубляжа, озвучив ряд зарубежных актёров в период с 1953 по момент смерти.
Скоропостижно скончался 25 декабря 1975 года в Мехико в возрасте всего лишь 51-го года от инфаркта миокарда.

## Личная жизнь
Исмаэль Ларумбе-старший был женат на актрисе Ампаро Гарридо. У пары было четверо детей: Сын — Армандо Ларумбе (1967) — мексиканский актёр и мастер дубляжа, сын — Исмаэль Ларумбе-младший (1960) — мексиканский актёр и мастер дубляжа, дочь — Клемен Ларумбе (????) — мексиканская актриса и мастер дубляжа, сын — Хуан Хосе Ларумбе (????) — единственный сын из семьи, выбравший другую профессию.

## Фильмография

### Телесериалы
- 1959 — Цена небес
- 1967 — Любовь в пустыне
- 1969 — Хрустальная граница

### Фильмы
- 1946 — Последняя любовь Гойи
- 1950 —
  - Бродяга
  - Деревянная нога — Хорхе (в титрах Пабло Ларумбе)
  - Из Текилы это мескаль
- 1951 — История сердца — Родольфо.
- 1952 — Полоуночная женщина
- 1953 —
  - А вот и дармоеды — Актёр фильма (в титрах Пабло Ларумбе)
  - Коричневая кожа — Антонио Салас Поррас (в титрах Пабло Ларумбе)
  - Ни бедный, ни богатый

## Дубляж
Зарубежные актёры, говорившие голосом Исмаэля Ларумбе-старшего:
- Ричард Бон (3 фильма).
- Ричард Джонсон
- Карлос Ромеро
- Энтони Куинн
- Дин Мартин (4 фильма).
- Росс Мартин (3 фильма).
- Эдмонд о'Брэйн (5 фильмов).
- Шан Риммер
- Джеймс Стэвард
- Роберт Тэйлор (12 фильмов).
- Ричард Эган